# Волга-Волга
«Во́лга-Во́лга» (рос. «Волга-Волга») — російський радянський звуковий художній фільм у жанрі музичної комедії, знятий у 1938 році на кіностудії «Мосфільм» режисером Г. В. Александровим.

## Історія створення
Робота над фільмом тривала понад чотири роки. Зйомки проходили в різних місцях: Москва, Камишин (там знімався Мєлководськ), Нижній Новгород, Сарапул, верхів'я річки Чусової, Волга поблизу Жигулів, Московське море, канал Москва-Волга, Хімкинське водосховище.
Прем'єра картини відбулась 24 квітня 1938 року.
Комедія «Волга-Волга» була улюбленим фільмом Й. В. Сталіна.

## Сюжет картини
На одному з допливів Волги розташоване невелике мальовниче місто Мєлководськ. Від берега тихою водою відправляється пором. На ньому листоноша Дуня Петрова, яку за її меткий характер ще звуть Стрєлкою. Вона несе термінову телеграму начальникові управління дрібної кустарної промисловості Мєлководська Бивалову. В телеграмі запрошувались на Олімпіаду в Москву найкращі гуртки художньої самодіяльності.
Одержавши телеграму самодур Бивалов зробив безглуздий висновок: «У Мєлководську немає і не може бути талантів…» Таку ж саму відповідь він дав у телеграмі-відповіді.
Стрєлка категорично відмовилась відправляти телеграму такого змісту і організовує самодіяльний гурток для поїздки на Олімпіаду.
Сподіваючись на ріст своєї кар'єри, Бивалов вирішує відправити на Олімпіаду клубний симфонічний оркестр. Керівник цього оркестру рахівник Альоша Трубишкін, почувши створену Стрєлкою пісню, та побоюючись конкуренції, пориває з нею дружні відносини.
На водній поверхні Волги розгортається захоплююче змагання між пароплавом «Севрюга», на якому пливе симфонічний оркестр, та лісоплавним вітрильником «Лісоруб» з самодіяльним гуртком на борту.
Судна пропливають грандіозною спорудою — каналом Москва-Волга і, нарешті, досягають Москви. Мілководці потрапляють на Олімпіаду. Симфонічний оркестр під керівництвом юного композитора виконує Стрєлчину пісню, яка дістала блискучу оцінку журі, проте хто її автор — невідомо. Зніяковіла Дуня Петрова врешті зізнається, що цю пісню склала вона. Журі присуджує їй першу премію.

## Виконавці та їх ролі
- Ігор Ільїнський — Бивалов
- Любов Орлова — Дуня Петрова (Стрєлка), листоноша
- Андрій Тутишкін — Альоша Трубишкін, рахівник
- Володимир Володін — старий лоцман
- Павло Оленьов — Кузьма Іванович, водовіз
- Сергій Антимонов — двірник Охапкін
- Анатолій Шалаєв — юний композитор
- Марія Миронова — Зоя Іванівна, секретар Бивалова
- Микита Кондратьєв — офіціант
- Всеволод Санаєв — бородань-лісоруб / учасник самодіяльності
- Олексій Долінін — міліціонер
- Іван Чувельов — голова журі Олімпіади
- Еммануїл Геллер — фотокореспондент
- Микола Отто — кухар, що грав на ложках
- Валентина Кібардіна — член комісії

## Нагороди
У 1941 році фільм «Волга-Волга» був удостоєний Сталінської премії 1-го ступеня.

## Кадри з фільму

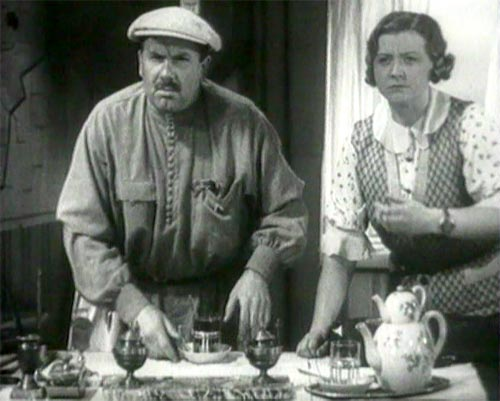
Ігор Ільїнський і Марія Миронова
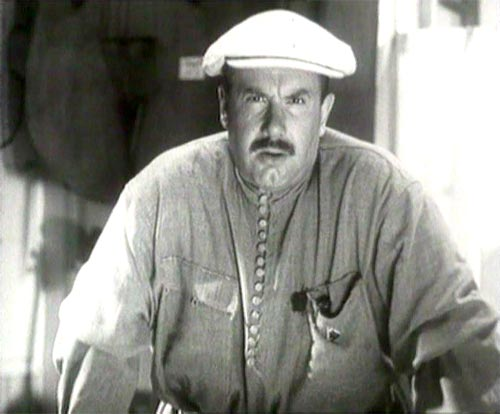
Ігор Ільїнський
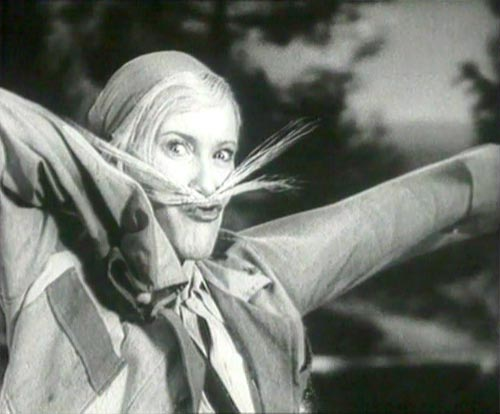
Любов Орлова
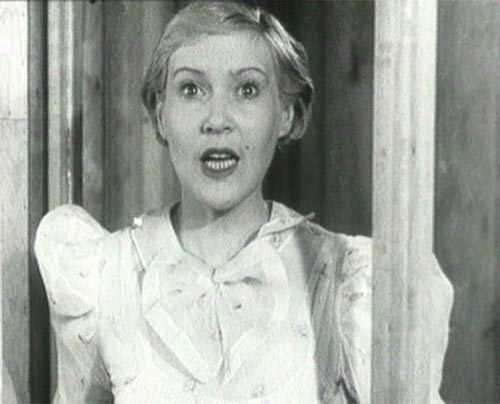
Любов Орлова
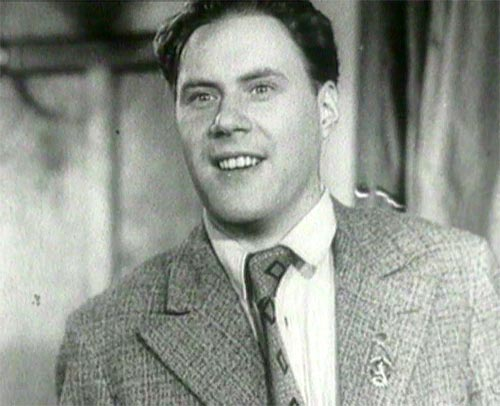
Андрій Тутишкін